# チェイスチェイスジョーカーズ
『チェイスチェイスジョーカーズ』（CHASE CHASE JOKERS）は、コナミアミューズメントより発売され、2022年12月21日に稼働を開始したアーケードゲーム。

## 概要
「鬼ごっこ」をテーマにした3対3のチーム戦を行うアクションゲーム。チームで共有する「ジュウデン状況」を100％にすることで開放される「デグチ」からの脱出を目指す。
2022年3月4日にロケテストを告知するプレスリリースが発表され、同社作品であるボンバーガールからプレイアブルキャラクターが追加されること、「リング」シリーズの貞子とコラボレーションすることが伝えられた。
筐体にはタッチパネルを搭載したメインのモニター、各種情報を確認できる小さなサブモニター、キャラクタ操作用のスティック、カメラ操作用のトラックボール、アクション用のボタン4つが設置されており、同社の作品である武装神姫 ARMORED PRINCESS BATTLE CONDUCTORの筐体によく似た作りとなっている。

## ゲームシステム
本作は3対3のチーム戦になっており、チームそれぞれで「ヒト」と「オニ」のターンを交互に繰り返し、ヒトはオニにつかまらないように逃げつつデグチからの脱出を、オニはヒトを追い詰めて倒すことでヒトのターンに戻ることを目指す。マップの中央に位置するデグチは封印されており、マップ中に点在するキーパワーを集め、KPH(キーパワーハツデンキ)でジュウデンを行い、ジュウデン状況を100％にすることで開放される。開放されたデグチにチーム内のヒトが一人でも到達できれば勝利となる。
ヒト側のプレイヤーがチームで累計3回撃破されるとオニに変化するため、ゲーム中に攻守が数回切り替わる。切り替わりの際はゲームのカウントが一時的に停止し、カットイン演出とともに全てのプレイヤーがそれぞれ異なるリスタート地点に戻される。
試合時間は300秒で、300秒経過時点で勝敗が決まらなかった際、ヒトのジュウデン状況が100％に到達している場合のみ20秒間の延長戦が実施される。デグチからの脱出以外は「勝利」にならず、試合中に脱出が行われなかった場合はジュウデンに大差がついている場合であっても「引き分け」となる。

### ヒトのターン
ヒトはキーパワーを集め、KPHの下でチャージ操作を行うことでジュウデンのゲージを上昇させることが出来る。ジュウデン中はKPHの下に留まる必要があり、またオニのミニマップに自身のアイコンが表示されるため標的となりやすい。
ヒトにはチーム全体で共有するタマシイが3つあり、オニからの攻撃を受けることで撃破され、タマシイを1つ失い、リスタート地点に戻される。チーム内のタマシイが0になる(合計3回撃破される)ことでチーム全員がオニにチェンジし、攻守が交代する。
オニと異なり攻撃する手段は持たない。

### オニのターン
ヒトへ攻撃を行い、タマシイを奪ってヒトへ戻ることを目指す。各キャラクターはオニの場合のみ使用できる固有のスキル・サブスキルを持っており、任意のタイミングで使用できる。オニは原則ヒトより移動速度が速い。また、キーパワーを持っている相手プレイヤーを倒すとそのキーパワーを奪うことが出来、次のヒトのターンにて少しキーパワーが溜まっている状態でスタート出来る。

### マップ上のオブジェクト
マップ上には各種アイテムやオブジェクトが決まった位置に配置されている。
デグチ
マップの中央に位置し、100％ジュウデンされるまでは封印されている。ヒトがこれに触れれば勝利となる。また、100％ジュウデンしても封印から解除されるまで少し時間が掛かる。
キーパワー
ヒトのみ収集可能。羽根の付いた鍵の形状をしており、触れるとキーパワーのゲージが増加する。このゲージが溜まっている状態であればジュウデンを行える。キーパワーを取得すると他の味方プレイヤーに少し共有される。
KPH(キーパワーハツデンキ)
ヒトのみ使用可能。飾りの付いた青い半透明のドームのような見た目をしており、空中に浮いて設置されている。この真下に入りアクションボタンを押し続けることでジュウデンできる。ジュウデンに応じてキーパワーのゲージは徐々に減少していく。「コバシリ ジュンキュウ」と書かれたものと「バクソク トッキュウ」と書かれたものの2種類が存在し、後者のほうがより高速にジュウデンを行えるが、数が少ない上にオニに目立ち易かったり、行くのに手間が掛かる場所に置かれている事が多い。
シャッター
ヒトのみ使用可能。アクションボタンを押すとシャッターが下り、通行を遮る。また、シャッターを下ろした瞬間に付近にいたオニは一定時間スタンし身動きが取れなくなる。下ろされたシャッターはオニが攻撃することで破壊され、破壊されたシャッターはそのターン中に再使用することは出来ない。また、オニ側は下ろされたシャッターをあえて破壊せずにそのままにする事で袋小路を作り、ヒトを追い込む戦法も出来る。
ハイジャンプ台
ヒト・オニ問わず利用可能。風の吹き出す通風孔のような見た目をしており、接触することで高くジャンプする。一度使うと再度使用可能になるまでのクールタイムがある。
ワープ
ヒト・オニ問わず利用可能。一定時間上に乗り続けることでマップの対角にある別のワープポイントへ移動する。

### アイテム
ヒト状態の際、プレイヤーはスキル・サブスキルを使用できない代わりに、マップ中のアイテムカプセルに触れることでランダムなアイテムを入手することが出来る。
スピードアップシューズ
ローラーシューズのような外観。一定時間移動速度が上昇する。
ダッシュゲージドリンク
缶ジュースのような外観。ダッシュゲージが最大値まで回復する。
キーパワー（アイテム）
マップ上のキーパワーに酷似した外観。マップ上のキーパワーより多くのキーパワーを獲得する。
ハイジャンプフェザー
鳥の羽根のような外観。使用した瞬間に高くジャンプし、通常は乗り越えられないカベを乗り越えることが出来る。
煙玉
導火線のついた花火玉のような外観。一定時間プレイヤー付近に煙幕が発生し、マップの視認性が下がる他、プレイヤーのネームプレートが見えなくなる。
ステルスポンチョ
青いポンチョのような外観。一定時間自分のネームプレートが他のプレイヤーから見えなくなり、ミニマップにも表示されなくなる。
カベ
黄色い正方形のカベのような外観。自分の背後に通行を妨げるカベを出現させる。オニが1度攻撃するか一定時間経つと消滅する。
変身ステッキ（店内対戦限定）
先端が羽の付いたハートのような外観。使うとキーパワーに変身し、オニの目を欺く事が出来る。また、変身中は状態異常に掛からない。移動、ジャンプも出来るがダッシュ等の行動をすると変身が解けてしまう。
毒薬（特殊入手）
緑色の液体入りのドクロが描かれた三角フラスコのような外観。グリム・マラリヤ又は、サカサママラリヤのスキル効果で入手出来る（厳密に言うと押し付けられる）が、使用すると一定時間スタン、持っているキーパワー減少、スキルゲージの減少効果がある。いわゆるデメリットアイテム。

### ステージ
試合が行われるステージは期間ごとにスケジューリングされており、候補として挙げられているものの中から試合ごとに抽選される。

## ゲームモード

### 全国対戦
全国のプレイヤーとマッチングして試合を行うモード。D-〜Sのマッチングランクが用意されており、D、Cランクでは同一ランクのプレイヤー、Bランク以上はB、A、Sランクのプレイヤーがマッチング対象となる。同じ店舗のプレイヤーとチームを組んで参加することも出来る。ランクは毎試合ごとに計算される貢献度ポイントとゲームの勝敗に応じて、幾つかの補正条件を合わせて変動する。

### 店内対戦
店内のプレイヤーとマッチングして試合を行うモード。

### サカサマタワー
2023年1月18日より追加されたモード。主に敵チームが有利になる特殊なルールのもとにCOM戦を行うモードである。同じ店舗のプレイヤーとチームを組んで参加することもできる。

### 限定マッチング
筐体のテストモードから予め設定を行うことで、全国対戦においてマッチングする対象を限定できる。店舗間対戦や大会などイベントにおける用途を想定していると考えられ、マッチングランクが変動しなくなるほか、この設定がなされた筐体では店内対戦・サカサマタワーはプレイできない。また、通常のルールでは延長戦突入後カウントが0になるか、ヒト側のタマシイが0になると引き分けとなるが、このモードにおいては同タイミングで強制的にターンの切り替えが実施され、勝敗が確定するまでゲームが続行する。

## キャラクター
ヨっちゃん
声 - ???
現実世界の反対にあるというサカサマシティの案内人。各キャラクターの殆どは彼のスカウトによってサカサマシティに連れてこられており、自身もまた何者かの指示に基いて活動を行っている。現実世界に帰る手段がジョーカーチェイスに勝利することと説明している一方で、彼女らが抱える願いが叶うかについては明確に言及していない。

### プレイアブルキャラクター
本作におけるプレイアブルキャラクターは全員女子高校生であり、プレイヤーのことを「先生」、あるいはそれに類する名前で呼称する。また、全員がオニとヒトの二面性、またそのそれぞれが叶えたい願いを持っており、ジョーカーチェイスに参加する理由と関連づいている。カギコ、チノン、ミヨミ、ボタンは初期から使用可能だがその他のキャラはガチャや期間限定ログインスタンプで手に入るキャラのカケラを10個集めるかイベントで入手すれば使用可能になる。
赤鬼 カギコ
声 - 金元寿子
走ることに青春を燃やし、鬼ごっこには負けたことがないと豪語する少女。事故によって陸上で世界一になるという夢に破れ、もう一度走るために参加した。願いが他人の夢を潰すことになるということを自覚している。初期から使用可能。
悪亜 チノン
声 - 大空直美
吸血鬼一族の末裔として生まれ、その血を忌み嫌う少女。呪われた血を浄化することで、人間として生涯を終えるために参加した。体が丈夫であり、数百年間生きていることが示唆されている。初期から使用可能。
不死 ミヨミ
声 - 山本希望
中央国出身で、雑技団の特待生としてやってきた少女。祖母が亡くなった際に自分を呪い、祖母を生き返らせる、もう一度再会するために参加した。初期から使用可能。
首塚ボタン／花子
声 - 木野日菜
名家 首塚家の白の巫女。狂気に満ちた姉を救うため、同等の怪異と契約することが必要と考えている。姉を探すために参加した。オニの際には契約した怪異である花子に自身の体を貸しているが、花子自身はボタンの事を都合のいいおもちゃとしか思っていない。初期から使用可能。
パイン
声 - 悠木碧
『ボンバーガール』よりゲスト参戦。IQ100億の天才飛び級JKを自称している。モモコから貰ったアイスを落とした世界線をなかったことにするためにタイムマシンを開発し、別次元に来たところを気に入られ参加することとなった。プレー時に貰えるパイン解禁スタンプラリーのスタンプを3個入手（計3回プレー）すると使用可能。
首塚ツバキ／貞子
声 - 祖山桃子
名家 首塚家の黒の巫女。呪術そのものを愛してしまい、愛する姉に殺されることを目的としている。姉に添い遂げるために参加した。オニの際の姿はコラボキャラクターである「リング」シリーズの貞子。貞子は原作の「リング」では喋らないため、オニ時にはチャットの吹き出し以外のセリフがなく、声も付かない。「ツバキ／貞子のカケラ」を10個集めると使用可能。
紅刃
声 - 早見沙織
『SOUND VOLTEX』よりゲスト参戦。真面目で人見知りの少女。ジョーカーチェイスへの参加理由は「気づけばそこにいた」としており、深く言及されていない。稼働開始から約1ヶ月後の2023年1月19日に追加されたが、筐体のPOPには稼働開始時点で既に描かれていた。「紅刃のカケラ」を10個集めると使用可能。
最愛チアモ
声 - 川口莉奈
2023年3月16日に追加。愛に彷徨うシリアルキラーの少女。ヨッチャンによるスカウトを受けずにサカサマシティに来ており、プレイヤーである「センセ」とずっと一緒にいるために参加した。稼働開始後に追加されたキャラクターであるが、紅刃達同様に稼働開始時点でPOPに描かれている。「チアモのカケラ」を10個集めると使用可能。
首塚ツバキ【廻】
声 - 祖山桃子
2023年4月13日に追加。上記の首塚ツバキが強いものに縋るという浅慮が故、弱い自分は取り込まれたのだと気付き貞子から解放された姿。そのため、上記の首塚ツバキと同一人物だが別キャラクターとして実装されている。イベント「廻 おねえちゃんだっかんだいさくせん！」で入手可能な期間限定入手キャラ。
マラリヤ／グリム・マラリヤ
声 - 永島由子
2023年5月11日に追加。『クイズマジックアカデミー』よりゲスト参戦。マラリヤがマジックアカデミーの転移の扉を無断で使用しサカサマシティにやって来たようで、そんな彼女にグリム・マラリヤは巻き込まれた模様。稼働開始後に追加されたキャラクターであるが、紅刃達同様に稼働開始時点でPOPに描かれている。「マラリヤ／グリム・マラリヤのカケラ」を10個集めると使用可能。
痕部クルル
声 - 井上麻里奈
2023年7月6日に追加。医者の家系に生まれた医者の少女。両親が亡くなり、施設の大人たちに全てを奪われたところにヨっちゃんではない人物からスカウトされた。その為、ヨっちゃんのチームとはまた別のチームの参加者である。ジョーカーチェイスの参加理由は「お世話する検体に困らない」とのこと。全身の傷を隠すためいつも長袖を着ている。痛みを感じない体質で、さらに危機感がないためよく怪我をする。稼働開始後に追加されたキャラクターであるが、紅刃達同様に稼働開始時点でPOPに描かれている。「クルルのカケラ」を10個集めると使用可能。